# Arjomand Mohamed Nasehi
Arjomand Mohamed Nasehi (* 4. März 1944) ist ein ehemaliger iranischer Gewichtheber.
Er nahm 1972 an den Olympischen Spielen in München teil und erreichte im Fliegengewicht den zehnten Platz. Allerdings wurde er bei der Dopingkontrolle positiv auf Ephedrin getestet und disqualifiziert. 1973 startete er bei den Weltmeisterschaften in der kubanischen Hauptstadt Havanna und erreichte im Reißen den vierzehnten Platz.